# Festa (chanson du groupe MAX)
Pour les articles homonymes, voir Festa (homonymie).
Singles de MAX
Eternal White
(2002) Love Screw
(2003)
Festa est le 25e single du groupe MAX.

## Présentation
Le single sort le 12 mars 2003 au Japon sous le label avex trax, quatre mois après le précédent single du groupe, Eternal White. Il atteint la 32e place du classement des ventes de l'Oricon, et reste classé pendant quatre semaines. Vendu à quelque 9 000 exemplaires, il est alors son single le moins vendu à l'exception du tout premier, sorti en distribution limitée en 1995.
C'est le deuxième single du groupe avec Aki qui remplace Mina.
Il contient deux chansons originales et leurs versions instrumentales. La chanson-titre est utilisée comme thème musical pour une publicité pour une marque de garniture de salade, et figurera finalement sur le cinquième album original du groupe, Jewel of Jewels, qui sortira trois ans plus tard en 2006. La deuxième chanson du single, Stay, restera inédite en album.

## Liste des titres
| CD    | CD                             | CD                                | CD    | CD | CD | CD | CD | CD | CD |
| No    | Titre                          | Paroles et musique / Arrangements | Durée |    |    |    |    |    |    |
| ----- | ------------------------------ | --------------------------------- | ----- | -- | -- | -- | -- | -- | -- |
| 1.    | Festa                          | Kiichi Yokoyama / Hideyuki Suzuki | 3:31  |    |    |    |    |    |    |
| 2.    | Stay (STAY)                    | Kiichi Yokoyama / Hiroshi Uesugi  | 4:28  |    |    |    |    |    |    |
| 3.    | Festa (Instrumental)           | Kiichi Yokoyama / Hideyuki Suzuki | 3:31  |    |    |    |    |    |    |
| 4.    | Stay (Instrumental) (STAY ...) | Kiichi Yokoyama / Hiroshi Uesugi  | 4:28  |    |    |    |    |    |    |
| 15:58 |                                |                                   |       |    |    |    |    |    |    |

## Crédits
- Direction : Motohiko Kohno
- Masterisation : Shigeo Miyamoto
- Enregistrement : Junichi Hourin, Shigeki Kashii, Takahiro Mikami
- Mixage : Koji Morimoto